# Supercopa Sudamericana 1997
X Supercopa Sudamericana 1997
Najgorsze trzy zespoły pierwszej rundy miały nie być dopuszczone do następnej edycji pucharu w 1998 roku. W obecnej edycji zagrał  CR Vasco da Gama jako zwycięzca turnieju w 1948 uważanego za wstęp do Copa Libertadores. Klub  Argentinos Juniors nie został dopuszczony z powodu zajęcia ostatniego miejsca w poprzedniej edycji pucharu Supercopa Sudamericana 1996.

## 1/16 finału: runda wstępna
15.06  Peñarol –  Club Nacional de Football 2:2

19.06  CR Vasco da Gama –  Peñarol 3:1

24.06  CR Vasco da Gama –  Club Nacional de Football 1:0

6.07  Club Nacional de Football –  Peñarol 1:2

10.07  Peñarol –  CR Vasco da Gama 1:1

13.07  Club Nacional de Football –  CR Vasco da Gama 2:0
| Klub                      | Mecze | Zw | Rem | Por | Pkt | BrZd | BrStr |
| ------------------------- | ----- | -- | --- | --- | --- | ---- | ----- |
| CR Vasco da Gama          | 4     | 2  | 1   | 1   | 7   | 5    | 4     |
| Peñarol                   | 4     | 1  | 2   | 1   | 5   | 6    | 7     |
| Club Nacional de Football | 4     | 1  | 1   | 2   | 4   | 5    | 5     |

## 1/8 finału (26.08–29.10)

### Grupa 1
27.08  CSD Colo-Colo –  Cruzeiro EC 4:2

27.08  Boca Juniors –  Independiente 1:1(0:0)
1:0 Nolberto Albino Solano 72, 1:1 Alvarez 89
2.09  CSD Colo-Colo Santiago –  Independiente 2:0

3.09  Boca Juniors –  Cruzeiro EC 1:0(1:0)
1:0 Bermúdez 28
24.09  CSD Colo-Colo –  Boca Juniors 2:1(2:1)
1:0 Marcelo Espina 38, 1:1 Luis Arturo Hernández 39, 2:1 Ivo Basay 74
25.09  Cruzeiro EC –  Independiente 2:1

15.10  Cruzeiro EC –  CSD Colo-Colo 2:0

16.10  Independiente –  Boca Juniors 2:1(0:1)
0:1 Diego Latorre 15, 1:1 Mario Héctor Turdó 80, 2:1 C. Gómez 85
23.10  Independiente –  CSD Colo-Colo 2:2

23.10  Cruzeiro EC –  Boca Juniors 2:1 (1:0)
1:0 Gelson Baresi 39, 2:0 Marcelo 74, 2:1 84 César Osvaldo La Paglia
29.10  Boca Juniors –  CSD Colo-Colo 2:2(0:2)
0:1 Ivo Basay 17, 0:2 Ivo Basay 23, 1:2 Palermo 75, 2:2 Arruabarrena 85
29.10  Independiente –  Cruzeiro EC 3:1
| Klub          | Mecze | Zw | Rem | Por | Pkt | BrZd | BrStr |
| ------------- | ----- | -- | --- | --- | --- | ---- | ----- |
| CSD Colo-Colo | 6     | 3  | 2   | 1   | 11  | 12   | 9     |
| Cruzeiro EC   | 6     | 3  | 0   | 3   | 9   | 9    | 10    |
| Independiente | 6     | 2  | 2   | 2   | 8   | 9    | 9     |
| Boca Juniors  | 6     | 1  | 2   | 3   | 5   | 7    | 9     |

### Grupa 2
26.08  CR Flamengo –  São Paulo 3:2

27.08  Club Olimpia –  Vélez Sarsfield 1:0

2.09  Club Olimpia –  CR Flamengo 0:1

3.09  São Paulo –  Vélez Sarsfield 5:1

23.09  Club Olimpia –  São Paulo 0:0

23.09  CR Flamengo –  Vélez Sarsfield 0:1 (mecz we Florianópolis)

14.10  São Paulo –  CR Flamengo 1:0

14.10  Vélez Sarsfield –  Club Olimpia 1:1

21.10  CR Flamengo –  Club Olimpia 3:3

23.10  Vélez Sarsfield –  São Paulo 3:3

28.10  Vélez Sarsfield –  CR Flamengo 0:3

29.10  São Paulo –  Club Olimpia 4:1
| Klub            | Mecze | Zw | Rem | Por | Pkt | BrZd | BrStr |
| --------------- | ----- | -- | --- | --- | --- | ---- | ----- |
| São Paulo       | 6     | 3  | 2   | 1   | 11  | 15   | 8     |
| CR Flamengo     | 6     | 3  | 1   | 2   | 10  | 10   | 7     |
| Club Olimpia    | 6     | 1  | 3   | 2   | 6   | 6    | 9     |
| Vélez Sarsfield | 6     | 1  | 2   | 3   | 5   | 6    | 13    |

### Grupa 3
28.08  River Plate –  Racing Club 3:2

28.08  CR Vasco da Gama –  Santos FC 2:1

2.09  CR Vasco da Gama –  Racing Club 1:1

3.09  River Plate –  Santos FC 3:2

24.09  River Plate –  CR Vasco da Gama 5:1

25.09  Racing Club –  Santos FC 2:2

15.10  Racing Club –  River Plate 2:3

16.10  Santos FC –  CR Vasco da Gama 1:2

21.10  Racing Club –  CR Vasco da Gama 2:3

22.10  Santos FC –  River Plate 2:1

28.10  Santos FC –  Racing Club 3:2

30.10  CR Vasco da Gama –  River Plate 0:2 (mecz przerwany w 70 minucie po tym, jak sędzia liniowy został trafiony kamieniem przez kibiców  CR Vasco da Gama)
| Klub             | Mecze | Zw | Rem | Por | Pkt | BrZd | BrStr |
| ---------------- | ----- | -- | --- | --- | --- | ---- | ----- |
| River Plate      | 6     | 5  | 0   | 1   | 15  | 17   | 9     |
| CR Vasco da Gama | 6     | 3  | 1   | 2   | 10  | 9    | 12    |
| Santos FC        | 6     | 2  | 1   | 3   | 7   | 11   | 12    |
| Racing Club      | 6     | 0  | 2   | 4   | 2   | 11   | 15    |

### Grupa 4
27.08  Grêmio –  Peñarol 1:1

27.08  Estudiantes La Plata –  Atlético Nacional1:0

2.09  Peñarol –  Atlético Nacional 3:1

3.09  Estudiantes La Plata –  Grêmio 0:0

24.09  Grêmio –  Atlético Nacional2:2

24.09  Peñarol –  Estudiantes La Plata 2:2

14.10  Atlético Nacional-  Estudiantes La Plata 2:0

15.10  Peñarol –  Grêmio 3:2

22.10  Grêmio –  Estudiantes La Plata 3:2

22.10  Atlético Nacional-  Peñarol 1:0

28.10  Atlético Nacional-  Grêmio 3:1

30.10  Estudiantes La Plata –  Peñarol 3:1
| Klub                 | Mecze | Zw | Rem | Por | Pkt | BrZd | BrStr |
| -------------------- | ----- | -- | --- | --- | --- | ---- | ----- |
| Atlético Nacional    | 6     | 3  | 1   | 2   | 10  | 9    | 7     |
| Peñarol              | 6     | 2  | 2   | 2   | 8   | 10   | 10    |
| Estudiantes La Plata | 6     | 2  | 2   | 2   | 8   | 8    | 8     |
| Grêmio               | 6     | 1  | 3   | 2   | 6   | 9    | 11    |

## 1/2 finału
São Paulo –  CSD Colo-Colo 3:1 i 1:0 (mecze 6.11 i 27.11)

 River Plate –  Atlético Nacional 2:0 i 1:2 (mecze 5.11 i 26.11)

## FINAŁ
São Paulo –  River Plate 0:0 i 1:2
4 grudnia 1997?? (?)

 São Paulo –  River Plate 0:0

Sędzia:?

São Paulo:?

River Plate:?
17 grudnia 1997?? (?)

 River Plate –  São Paulo 2:1

Sędzia:?

Bramki:?

River Plate:?

São Paulo:?

## Klasyfikacja strzelców bramek
| Gole | Piłkarz | Klub          |
| ---- | ------- | ------------- |
| 8    | Basay   | CSD Colo-Colo |